# Lizbeth von Barnekow
Lizbeth von Barnekow (* 1943, verheiratete Lizbeth Yvind) ist eine ehemalige dänische Badmintonspielerin und Angehörige der Familie v. Barnekow.

## Karriere
Lizbeth von Barnekow gewann 1963 zwei Titel bei den Norwegian International. 1964 war sie bei den Nordischen Meisterschaften und 1965 sowohl bei den Denmark Open als auch bei den Norwegian International erfolgreich. Bei den Badminton-Europameisterschaften 1970 wurde sie Dritte im Dameneinzel.

## Sportliche Erfolge
| Saison    | Veranstaltung                   | Disziplin   | Platz | Name                                                                     |
| --------- | ------------------------------- | ----------- | ----- | ------------------------------------------------------------------------ |
| 1963      | Norwegian International         | Damendoppel | 1     | Lisbeth von Barnekow / Liselotte Nielsen                                 |
| 1963      | Norwegian International         | Dameneinzel | 1     | Lisbeth von Barnekow                                                     |
| 1964      | Nordische Meisterschaften       | Damendoppel | 1     | Lisbeth von Barnekow / Pernille Mølgaard Hansen                          |
| 1965      | Norwegian International         | Damendoppel | 1     | Lisbeth von Barnekow / Pernille Mølgaard Hansen                          |
| 1965      | Denmark Open                    | Dameneinzel | 1     | Lizbeth von Barnekow                                                     |
| 1965/1966 | Dänemark: Einzelmeisterschaften | Dameneinzel | 1     | Lizbeth von Barnekow, Charlottenlund BK                                  |
| 1967      | Norwegian International         | Mixed       | 1     | Elo Hansen / Lisbeth von Barnekow                                        |
| 1967      | Norwegian International         | Damendoppel | 1     | Lisbeth von Barnekow / Ulla Strand                                       |
| 1967      | Nordische Meisterschaften       | Damendoppel | 1     | Lisbeth von Barnekow / Ulla Strand                                       |
| 1968/1969 | Dänemark: Einzelmeisterschaften | Damendoppel | 1     | Karin Jørgensen, Københavns BK / Lizbeth von Barnekow, Charlottenlund BK |
| 1970      | Norwegian International         | Dameneinzel | 1     | Lizbeth von Barnekow                                                     |
| 1970      | Nordische Meisterschaften       | Dameneinzel | 1     | Lizbeth von Barnekow                                                     |
| 1970      | Europameisterschaft             | Dameneinzel | 3     | Lizbeth von Barnekow                                                     |
| 1970/1971 | Dänemark: Einzelmeisterschaften | Dameneinzel | 1     | Lizbeth von Barnekow, Charlottenlund BK                                  |
| 1971      | All England                     | Dameneinzel | 3     | Lizbeth von Barnekow                                                     |